# Concerto pour violon no 2 de Chostakovitch
Pour les articles homonymes, voir Concerto pour violon no 2.
Le Deuxième Concerto pour violon en ut dièse mineur (op. 129) est un concerto composé par Dmitri Chostakovitch en 1967.

## Historique
Composé au printemps 1967, ce concerto est dédié, comme le Premier Concerto pour violon, à David Oïstrakh qui le créa le 26 septembre 1967 à Moscou sous la direction de Kirill Kondrachine. Selon l'anecdote, le compositeur voulait l'offrir à Oïstrakh pour son soixantième anniversaire, mais il se trompa d'année et le violoniste reçut l'œuvre pour ses cinquante-neuf ans.

## Structure
L'œuvre est divisée en trois mouvements traditionnels.
1. Moderato
2. Adagio
3. Adagio, Allegro

Le premier mouvement Moderato se caractérise surtout par le chromatisme de sa mélodie, qui aboutit à une courte cadence, qui est un dialogue sur deux cordes. L'Adagio est à la fois paisible et nostalgique, avec un solo de cor plein de noblesse. Le finale apparaît d'abord léger et facétieux, avant une montée de la tension, presque agressive, pleine de vitalité.
Ce concerto est écrit dans une tonalité un peu inhabituelle, do dièse mineur, et son exécution dure environ 30 minutes. Il est moins connu et joué que le Premier Concerto pour violon, peut-être en raison d'une technicité moindre.
L'effectif orchestral est relativement réduit et comporte un piccolo, une flûte, un contrebasson, le reste des bois étant divisé par deux, quatre cors, des timbales, un tam-tam et les cordes.

## Discographie sélective
- David Oïstrakh et l'Orchestre philharmonique de Moscou dirigé par Kirill Kondrachine (1974).
- Maxime Venguerov et l'Orchestre symphonique de Londres dirigé par Mstislav Rostropovitch (1996).
- Sergueï Khatchatrian et l'Orchestre national de France dirigé par Kurt Masur, Naïve Records.